# Koszary w Chełmie
Koszary w Chełmie – kompleksy koszarowe znajdujące się na terenie garnizonu Chełm.

## Charakterystyka
Na terenie garnizonu chełmskiego funkcjonuje kilka kompleksów koszarowych. Jednym z nich są byłe carskie „koszary piechoty” położone na zachodnich przedmieściach Chełma w kwartale dzisiejszych ulic Lubelskiej 139 i Trubakowskiej 2–4. 
Po odzyskaniu niepodległości koszary przejęło Wojsko Polskie. Ich pojemność oceniono na 4480 ludzi i 668 koni. Od października 1920 do maja 1922 cześć koszar zajmował 1 pułk szwoleżerów. W październiku 1921 w koszarach zaczęto formować „pokojowy” 2 pułk artylerii ciężkiej, a we wrześniu 1922 przybył do nich 7 pułk piechoty Legionów. Te dwie jednostki stały się ostatecznymi gospodarzami koszar do września 1939.
Do dziś (2019) koszary w Chełmie zachowały się w dobrym stanie. W kompleksie przy ul. Lubelskiej 139 kwateruje  batalion zmechanizowany i dywizjon artylerii samobieżnej 19 Brygady Zmechanizowanej. Kompleks przy ul. Trubakowskiej 2–4 zajmuje Nadbużański Oddział Straży Granicznej. Część obiektów przeznaczona została na potrzeby cywilnej służby zdrowia, część pełni funkcje mieszkalne, a niektóre budynki są nieużytkowane.